# Blake Pieroni
Blake Pieroni (ur. 15 listopada 1995) – amerykański pływak specjalizujący się w stylu dowolnym, trzykrotny mistrz olimpijski, trzykrotny mistrz świata na krótkim basenie.

## Kariera pływacka
Podczas kwalifikacji olimpijskich w Omaha z czasem 48,78 zajął szóste miejsce na dystansie 100 m stylem dowolnym i nie mógł wystartować w tej konkurencji indywidualnie. Wynik, który uzyskał zagwarantował mu jednak udział w sztafecie 4 × 100 m stylem dowolnym. Na igrzyskach olimpijskich w Rio de Janeiro w 2016 roku płynął w eliminacjach sztafet kraulowych 4 × 100 m i zdobył złoty medal, kiedy reprezentanci Stanów Zjednoczonych uplasowali się w finale na pierwszym miejscu.

## Życie prywatne
Studiuje na Indiana University.